# Luka Bebić
Luka Bebić (Desne, kod Kule Norinske, 21. kolovoza 1937.), hrvatski političar, predsjednik Hrvatskog sabora u šestom sazivu.

## Životopis
Osnovnu školu pohađao je u rodnom mjestu i Dubrovniku, a srednju u Kaštel Lukšiću. Završio je Agronomski fakultet u Sarajevu (diplomirani inženjer agronomije), a poslijediplomski u Zagrebu.
Članom KPJ postajo je za vrijeme školovanja u Sarajevu, nakon kojega se zaposlio u Planinsko-poljoprivrednom dobru na Vlašiću. Povratkom u Metković, najprije je postao šef zemljišno-knjižnog odjela Općinskog suda, pa sekretar općine te predsjednik Skupštine općine Metković, koju funkciju je obnašao do 1975. kada je isključen iz iz Saveza komunista. Nakon toga bio je zaposlen u trgovačkim poduzećima "Napredak" i "Koteks".
Od rujna 1989. godine član je HDZ-a. U razdoblju od 1990. obnašao je niz političkih dužnosti. Bio je ministar obrane u razdoblju od 31. srpnja 1991. do 18. rujna 1991. Šest je puta bio biran za zastupnika u Hrvatskom saboru. U petom sazivu (2003. – 2008.) obnašao je dužnost potpredsjednika Sabora, dužnost potpredsjednika Nacionalnog odbora, člana Odbora za Ustav, Poslovnik i politički sustav, a predsjedao je i Klubom zastupnika HDZ-a.
Dana 11. siječnja 2008. na konstituirajućoj sjednici šestog saziva Hrvatskog sabora, izabran je za njegovog predsjednika, preuzevši dužnost od Vladimira Šeksa.
Pasivno znanje talijanskog i ruskog jezika. 